# Жабіково
Жабіково (пол. Żabikowo, нім. Heickerode) — село в Польщі, у гміні Сьрода-Велькопольська Сьредського повіту Великопольського воєводства.
Населення — 108 осіб (2011).
У 1975-1998 роках село належало до Познанського воєводства.

## Демографія
Демографічна структура станом на 31 березня 2011 року:
|          | Загалом | Допрацездатний вік | Працездатний вік | Постпрацездатний вік |
| -------- | ------- | ------------------ | ---------------- | -------------------- |
| Чоловіки | 44      | 10                 | 32               | 2                    |
| Жінки    | 64      | 18                 | 35               | 11                   |
| Разом    | 108     | 28                 | 67               | 13                   |